# Rouvres-en-Multien

Rouvres-en-Multien este o comună în departamentul Oise, Franța. În 1 ianuarie 2022 avea o populație de 472 de locuitori.